# Andrzej Szczygieł
Andrzej Szczygieł (ur. 10 listopada 1941 w Muszynie, zm. 29 sierpnia 2003 w Zakopanem) – polski historyk i muzealnik. W latach 1984–2003 dyrektor Muzeum Historycznego Miasta Krakowa.

## Życiorys
Urodził się w Muszynie w rodzinie kultywującej tradycje patriotyczne – jego ojciec Stanisław Szczygieł był żołnierzem Armii Krajowej. Jego matką była Maria Oczkowicz-Siuba. Szkołę podstawową ukończył z wyróżnieniem, a następnie kontynuował naukę w I Liceum Ogólnokształcącym im. Jana Długosza w Nowym Sączu. Był harcerzem i instruktorem Związku Harcerstwa Polskiego. 
Początkowo studiował na Politechnice Wrocławskiej i Gdańskiej, jednak po dwóch latach zdecydował się na zmianę kierunku i rozpoczął studia historyczne na Uniwersytecie Jagiellońskim (1961–1966). Już w czasie studiów aktywnie działał w Kole Historyków, koncentrując się na historii wojskowości. Jego praca magisterska dotyczyła użycia broni pancernej w doktrynach wojennych państw europejskich.
Po ukończeniu studiów został asystentem w Zakładzie Historii Polski Najnowszej UJ, gdzie pracował przez dekadę, prowadząc zajęcia dydaktyczne i badania nad okupacją niemiecką, ruchem oporu i oddziałami AK w Małopolsce. Opublikował kilkanaście artykułów w „Studiach Historycznych” i współpracował z Polskim Słownikiem Biograficznym. Współtworzył także popularne opracowania poświęcone historii Krakowa i regionu.
Od połowy lat 70. pracował w Głównym Urzędzie Kontroli Prasy, a następnie w Wydziale Kultury Komitetu Krakowskiego PZPR. W 1984 r. objął stanowisko dyrektora Muzeum Historycznego Miasta Krakowa, które prowadził do końca życia. Kierując instytucją, rozbudował jej działalność wystawienniczą i naukową, zainicjował nowe stałe ekspozycje, m.in. w Pałacu Krzysztofory, Domu pod Krzyżem, Celestacie, Starej Bożnicy i Kamienicy Hipolitów. Był pomysłodawcą cyklu wystaw „Skarby krakowskich klasztorów”, który zyskał ogólnopolskie uznanie i nagrody Ministerstwa Kultury.
Aktywnie wspierał twórców współczesnych, organizując wystawy w Wieży Ratuszowej i Kamienicy Hipolitów. Dbał o rozwój kontaktów międzynarodowych – dzięki jego staraniom krakowskie szopki były pokazywane m.in. w Paryżu, Rzymie, Sztokholmie, Chicago i Moskwie. Nawiązał bliską współpracę z muzeami we Lwowie, Kijowie, Norymberdze i Lipsku, co zaowocowało wspólnymi ekspozycjami, m.in. o Polakach i Kozakach czy dziedzictwie galicyjskich Żydów.
Działał w Kole Nowosądeczan i inicjował współpracę z Muzeum Okręgowym w Nowym Sączu. Publikował także teksty dotyczące historii muzealnictwa oraz dziejów prowadzonej przez siebie instytucji. Był wieloletnim przewodniczącym Kolegium Wydawniczego Muzeum Historycznego Miasta Krakowa i redaktorem roczników „Krzysztofory”.
Zmarł 29 sierpnia 2003 w Zakopanem po walce z chorobą. Pochowany 4 września 2003 na Cmentarzu Rakowickim w Krakowie (kwatera XII b, rząd 24, grób 8). 

## Odznaczenia
- Złoty Krzyż Zasługi
- Odznaka „Zasłużony Działacz Kultury”
- Odznaka „Za pracę społeczną dla m. Krakowa”
- Odznaka „Za zasługi dla Ziemi krakowskiej”